# Chamberí (stacja metra)
Chamberí, obecnie Peron Zero (hiszp. Andén 0) – jedyna nieczynna stacja metra w Madrycie, położona na linii 1. Zlokalizowana jest pod Plaza de Chamberí pomiędzy stacjami Iglesia i Bilbao. Obecnie muzeum metra.

## Historia
Stacja Chamberí została otwarta 17 października 1919 r. wraz z pierwszym, liczącym 4 km i osiem stacji, odcinkiem madryckiego metra. Podobnie jak inne stacje otwieranej linii, Chamberí została zaprojektowana przez architekta Antonio Palaciosa, projektanta centralnej poczty Palacio de Comunicaciones na Plaza de Cibeles, gdzie dziś mieści się madrycki ratusz. Palacios inspirując się wyglądem stacji paryskiego metra zastosował jasne kolory (głównie biel i kobaltowy błękit) w przestrzeniach przeznaczonych dla pasażerów (halach, korytarzach, peronach), by złagodzić ich ewentualną niechęć do korzystania z podziemnej kolei.
W okresie hiszpańskiej wojny domowej stacja zapewniała madrytczykom schronienie przed nalotami bombowymi i ostrzałem artyleryjskim sił nacjonalistycznych i ich nazistowskich sojuszników, służąc jako miejsce noclegowe. Dodatkowo silniki Diesla znajdujące się na stacji rząd hiszpański wykorzystał podczas wojny do zasilania w energię elektryczną części Madrytu.
W związku z rozwojem metra, w latach 1960. wydłużono pociągi na linii 1, co wymagało wydłużenia peronów na stacjach z 60 do 90 metrów. Oznaczało to konieczność zamknięcia stacji Chamberí, ponieważ była ona umiejscowiona blisko stacji Bilbao i Iglesia, a przede wszystkim dodatkowo była położona na łuku, w efekcie czego wydłużenie peronów na stacji okazało się niecelowe i niemożliwe. Stacja Chamberí została zamknięta 22 maja 1966 r. Nie została rozebrana, a jedynie zamurowano wejście do niej i częściowo rozebrano perony przy torach, żeby przejazd pociągów był bezpieczniejszy, gdyż pociągi nadal przez nią przejeżdżały, a torowisko i sieć trakcyjną na bieżąco utrzymywano. Jednocześnie jedyną możliwością dla osób spoza obsługi technicznej do zobaczenia stacji było dojrzenie jej z okien przejeżdżającego pociągu, w związku z czym pozostała część jej infrastruktury pozostawała nieremontowana i popadała w ruinę.
O istnieniu stacji przypomniał film Barrio z 1998 r. w reżyserii Fernando Leónde de Aranoi. Nieużywana stacja zachowała się w pierwotnym stanie i z tego powodu w 2006 r. zdecydowano o przekształceniu jej w muzeum historii madryckiego metra. Otwarcie muzeum nastąpiło w 2008 r. Projekt zyskał nazwę Peron Zero (hiszp. Andén 0) i obejmował stworzenie z użyciem oryginalnych rodzajów materiałów wykończeniowych całej stacji Chamberí z kasami biletowymi, bramkami i schematami metra. Elementami nowoczesnymi na terenie stacji są spiralne schody i przeszklona winda, natomiast stare wejście przebudowano na salę kinową, gdzie pokazuje się film o budowie metra. Atrakcją obiektu są odtworzone oryginalne reklamy z 1919 r. umieszczone na ścianie przy peronie, stworzone z mozaik z drobnych, kolorowych płytek.
Przestrzeń muzealną zabezpieczono oddzielając peron od wciąż czynnego torowiska, po którym kursują regularne pociągi, za pomocą szklanej szyby. Wstęp do muzeum jest wolny.

## Galeria

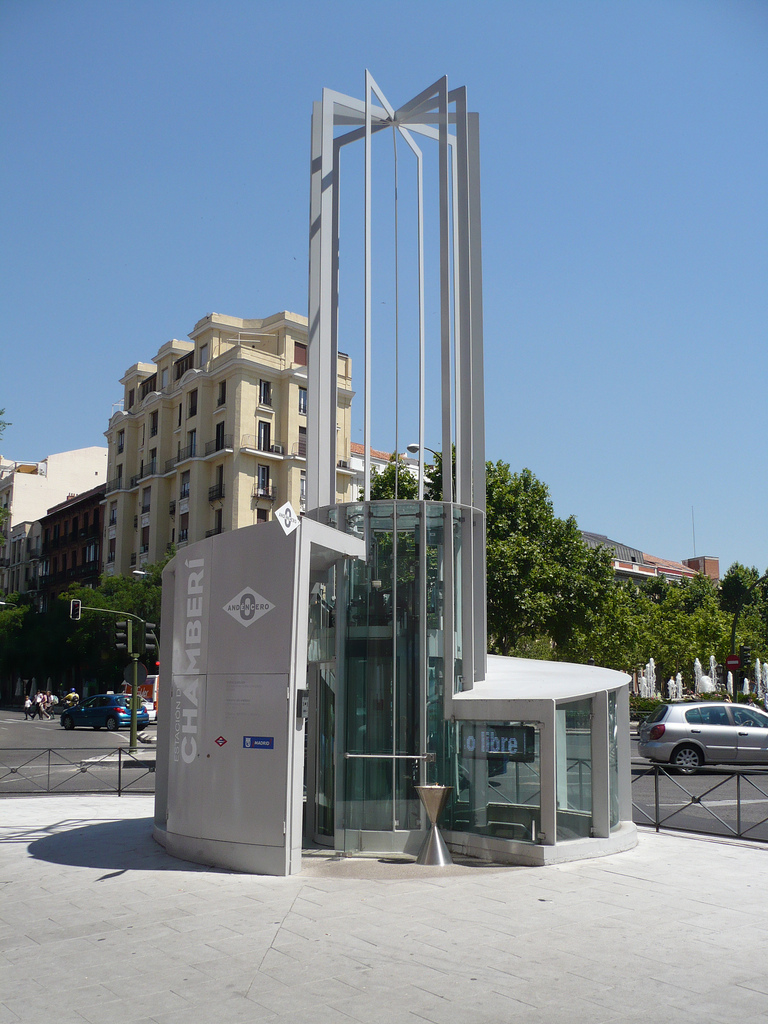
Wejście do stacji na powierzchni
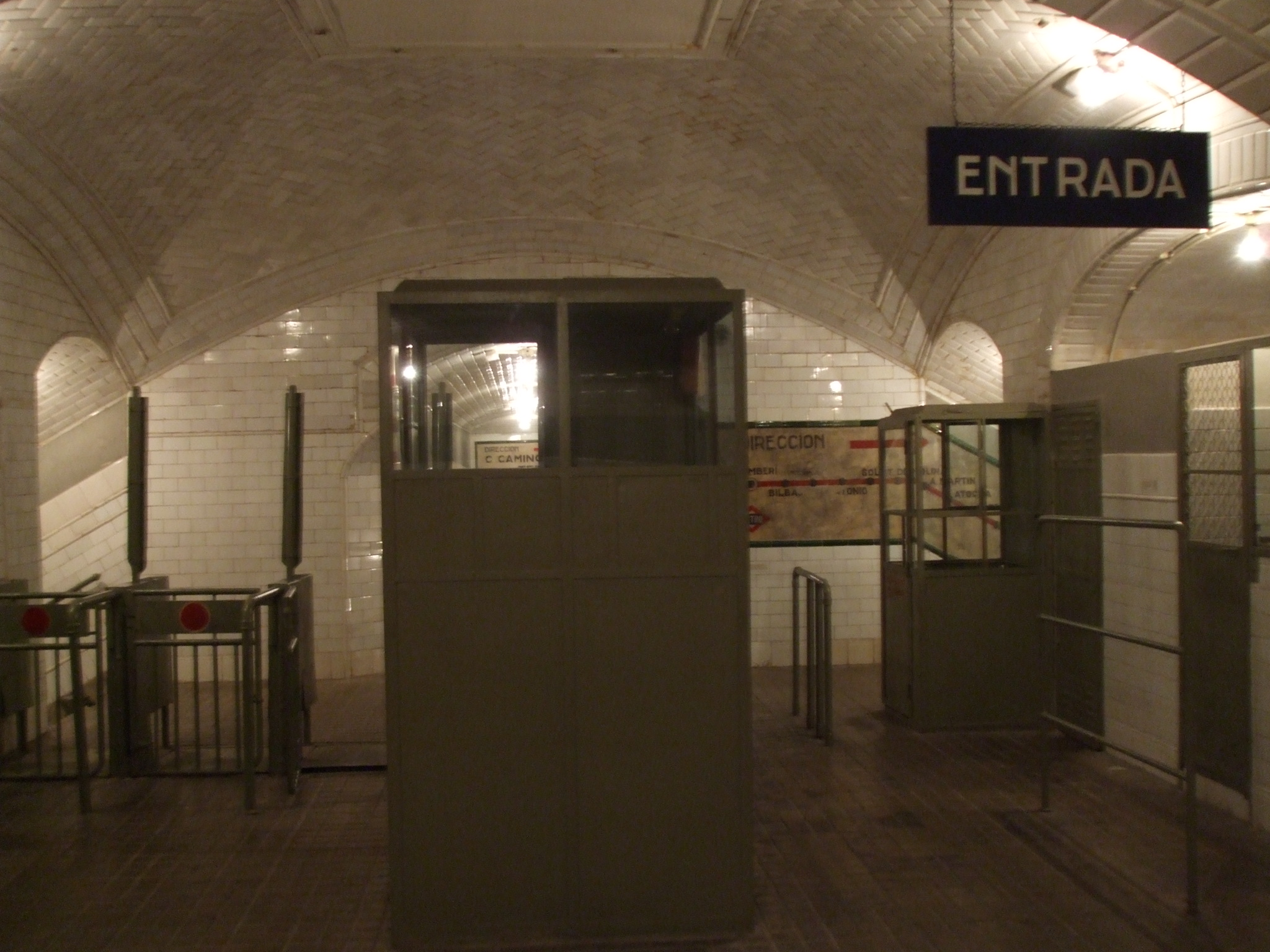
Wejście i wyjście
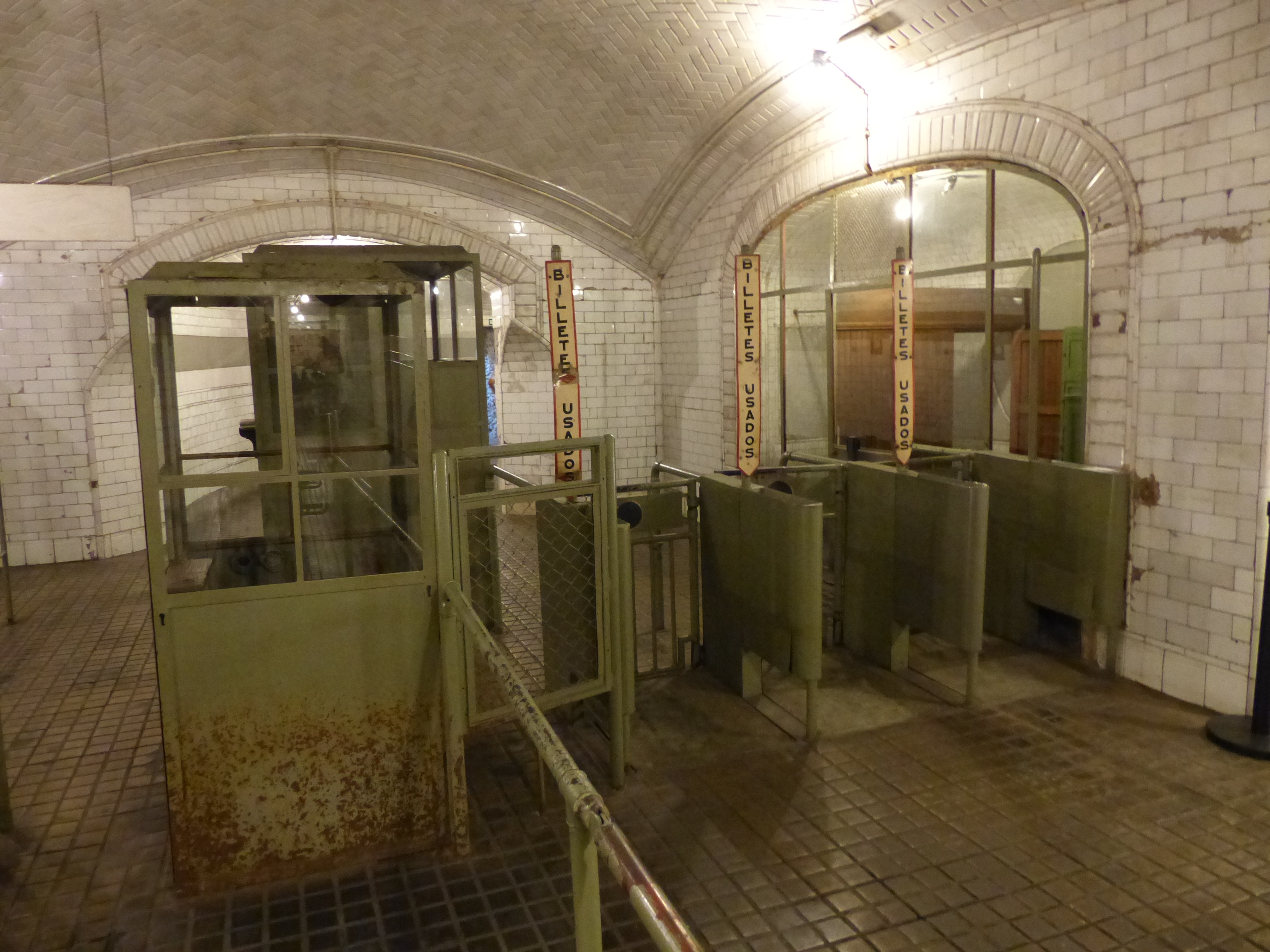
Bramki wejściowe
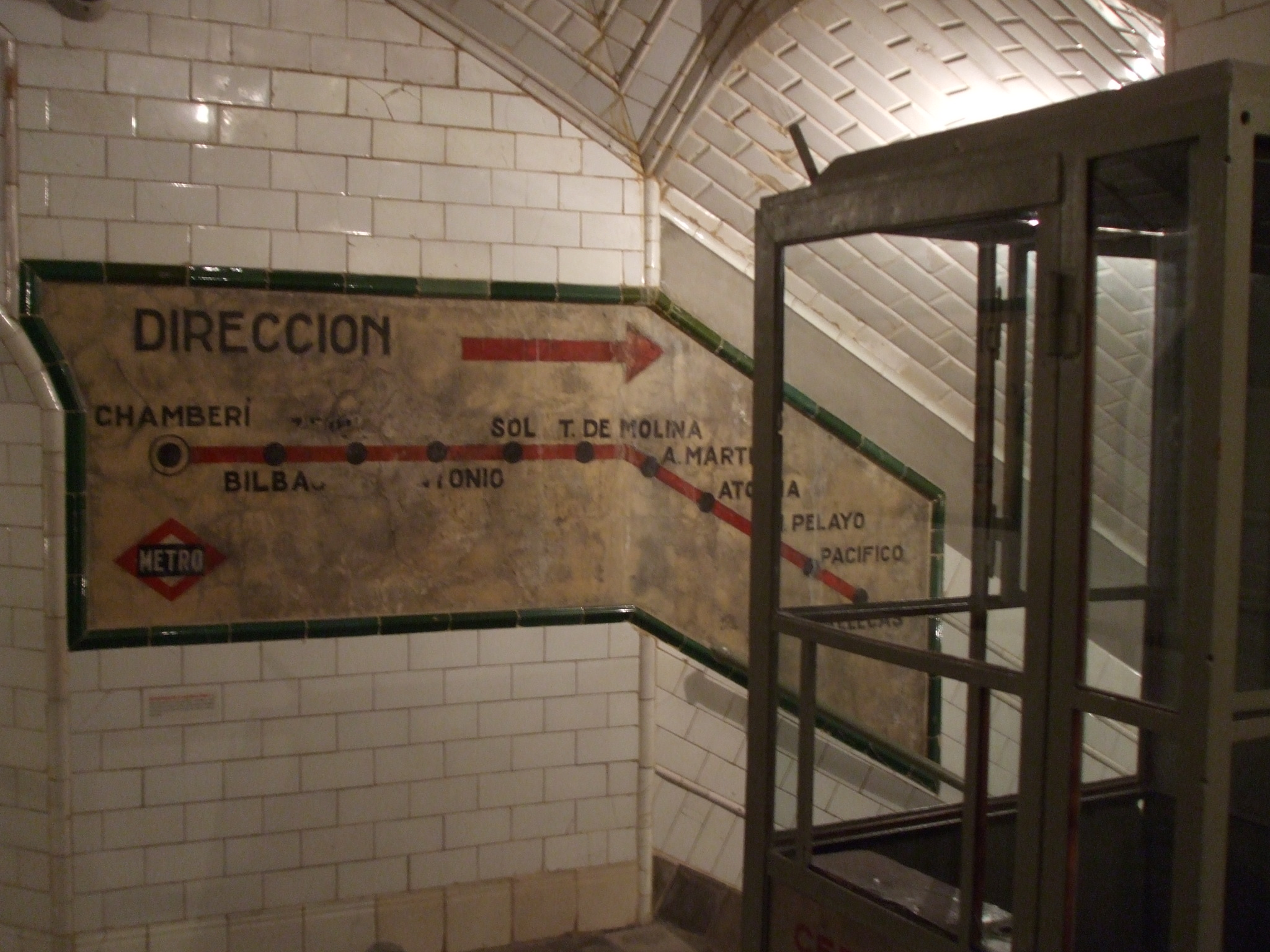
Wykaz stacji w stronę Vallecas
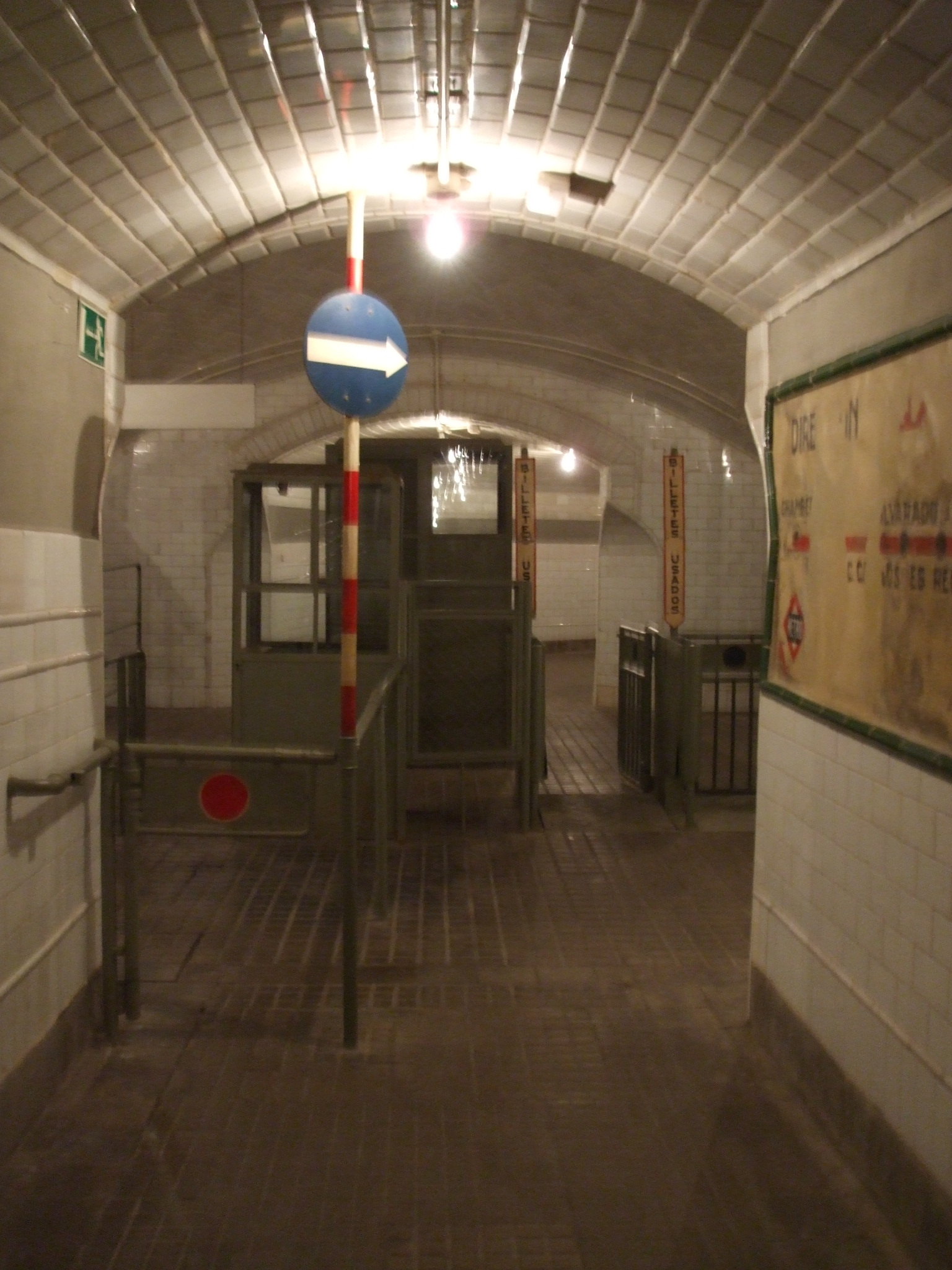
Wyjście
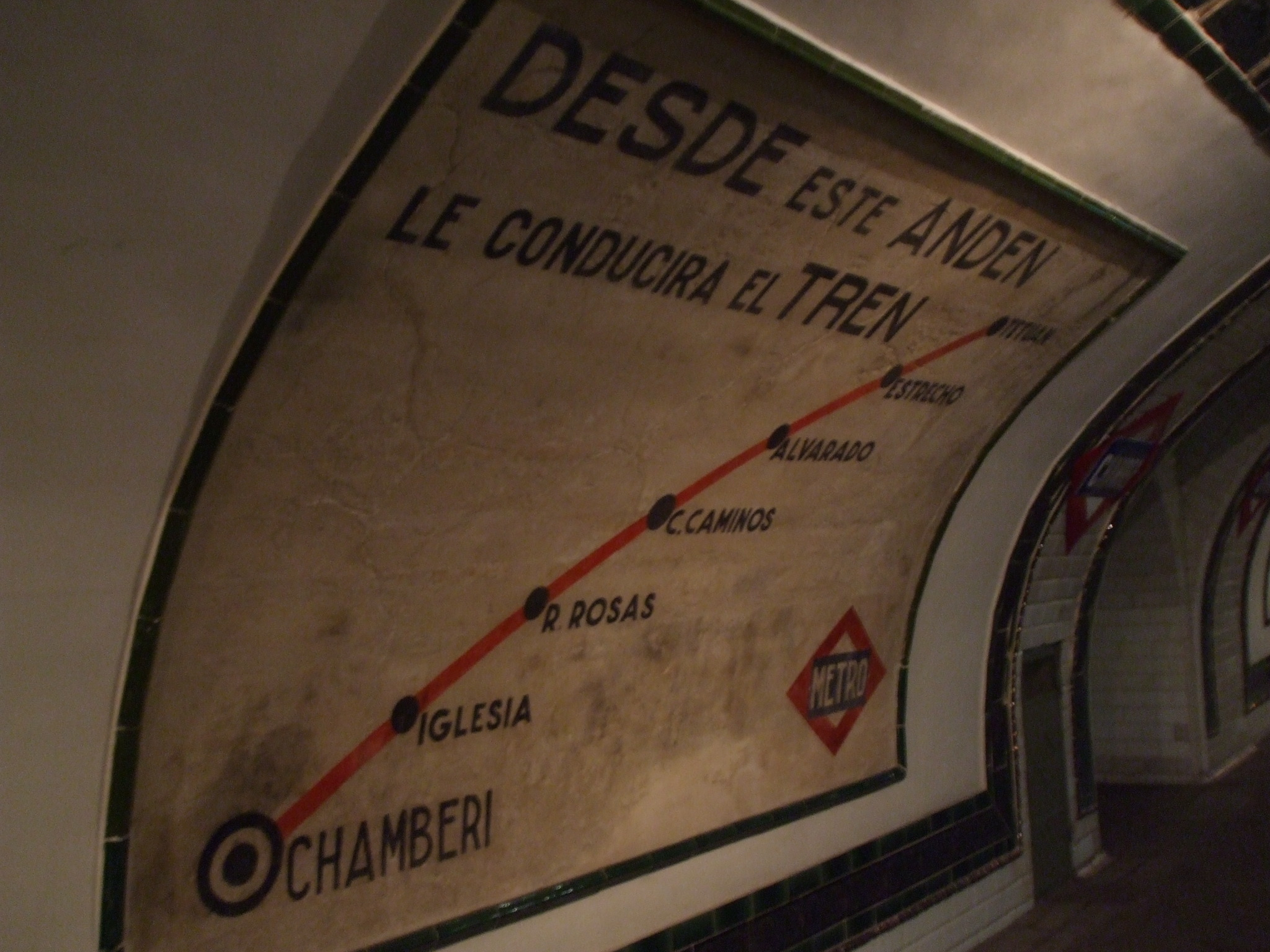
Schemat sieci na peronie
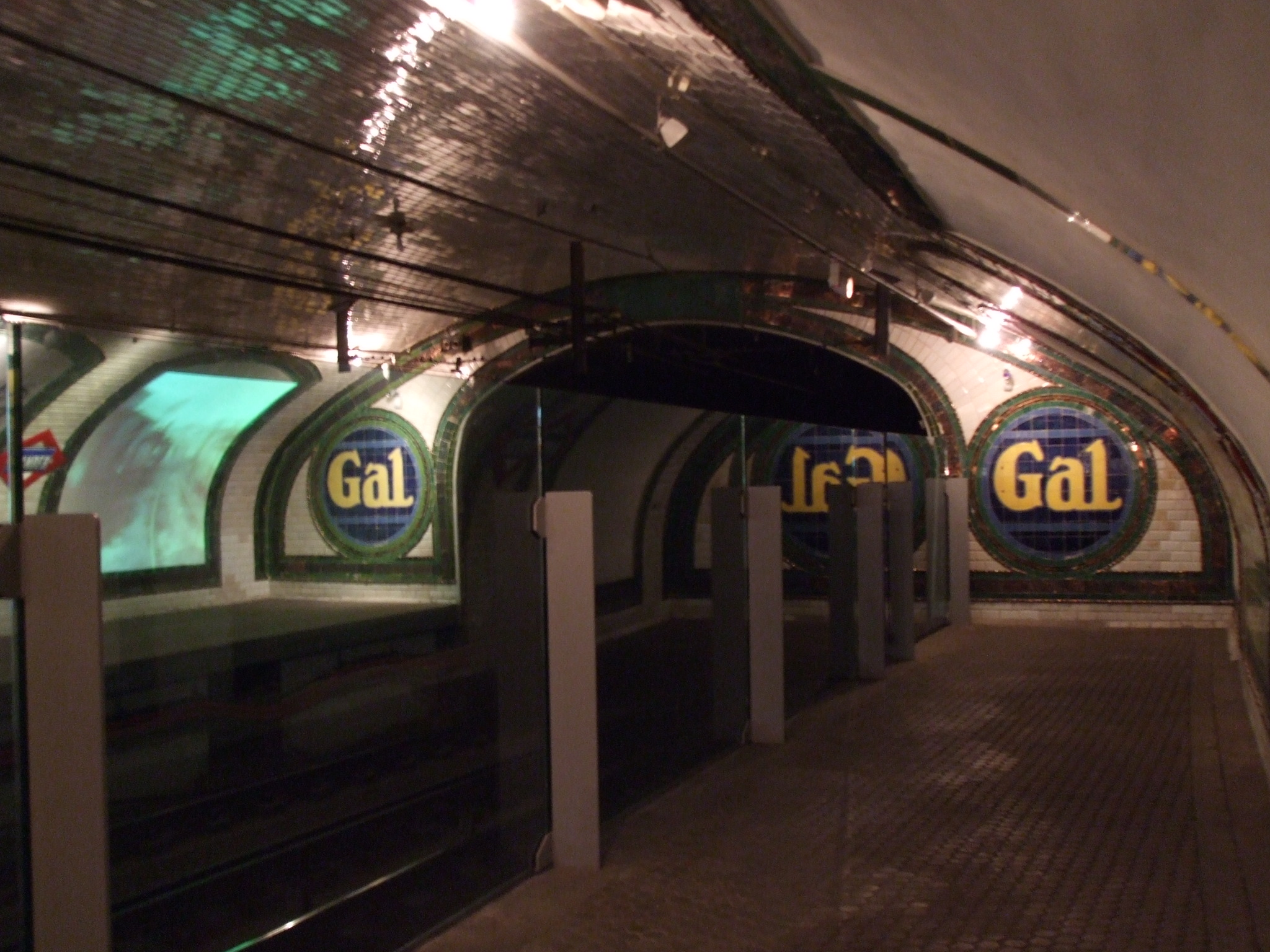
Tunel w stronę stacji Bilbao
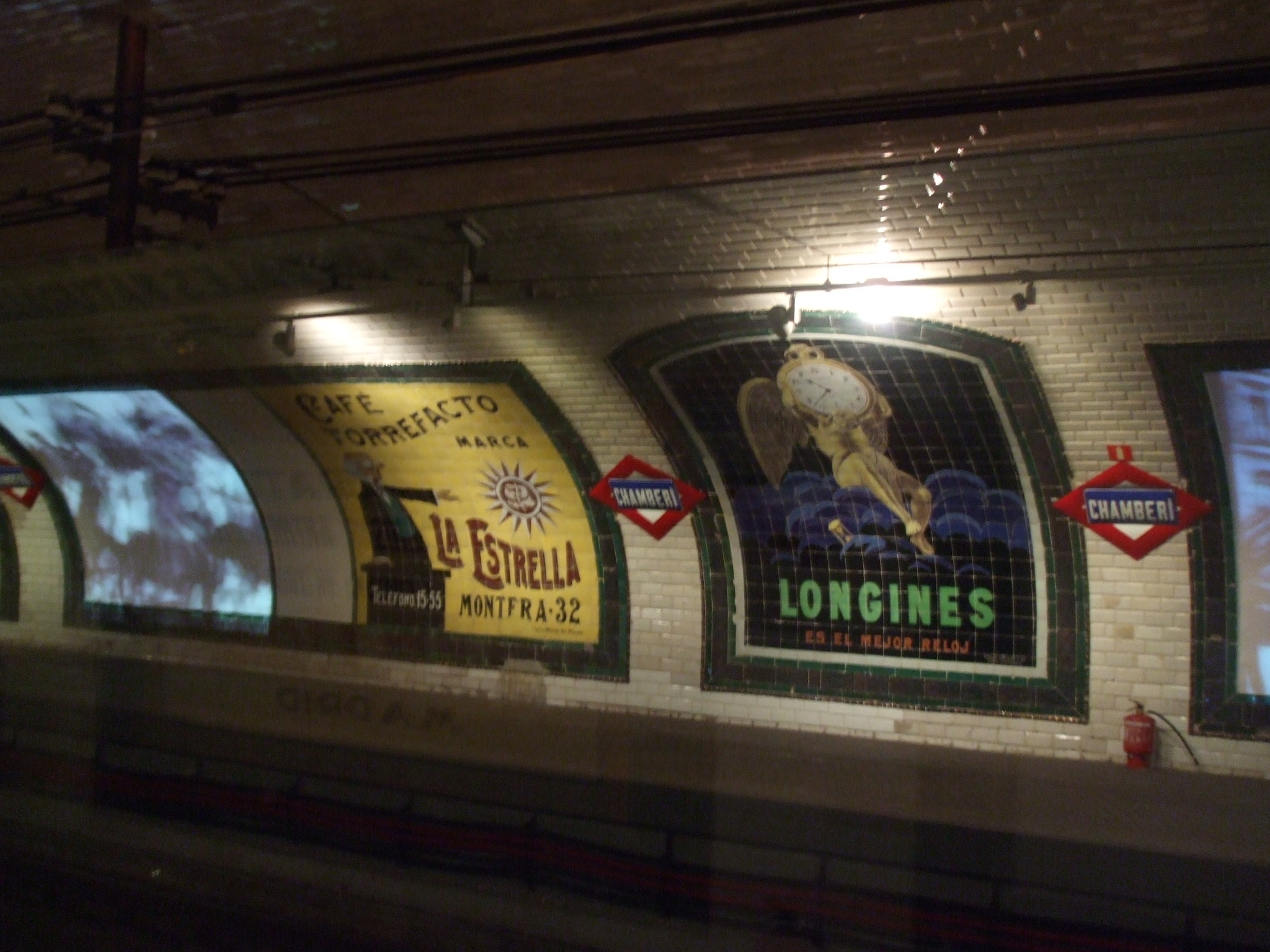
Mozaikowe reklamy
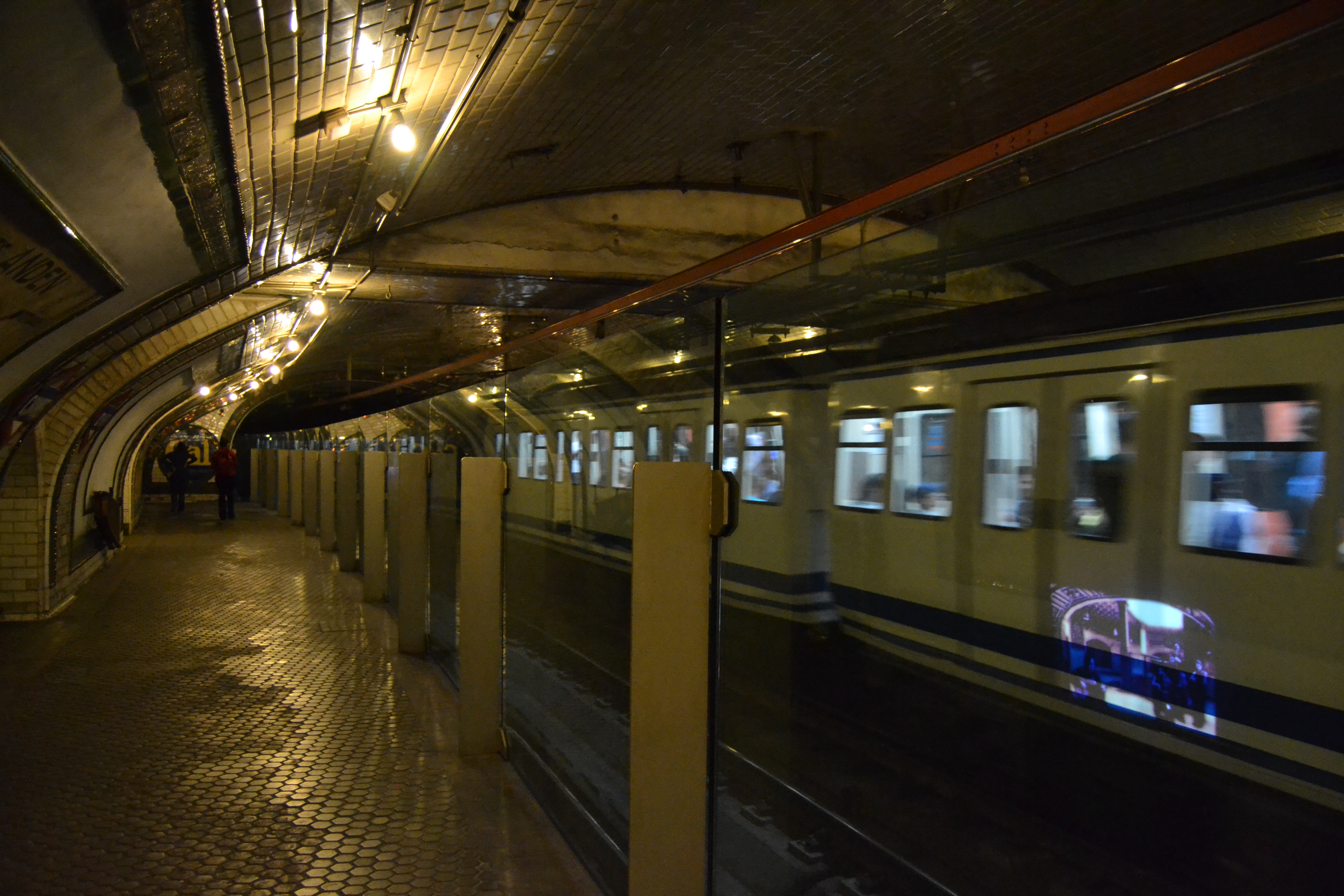
Pociąg metra za osłoną
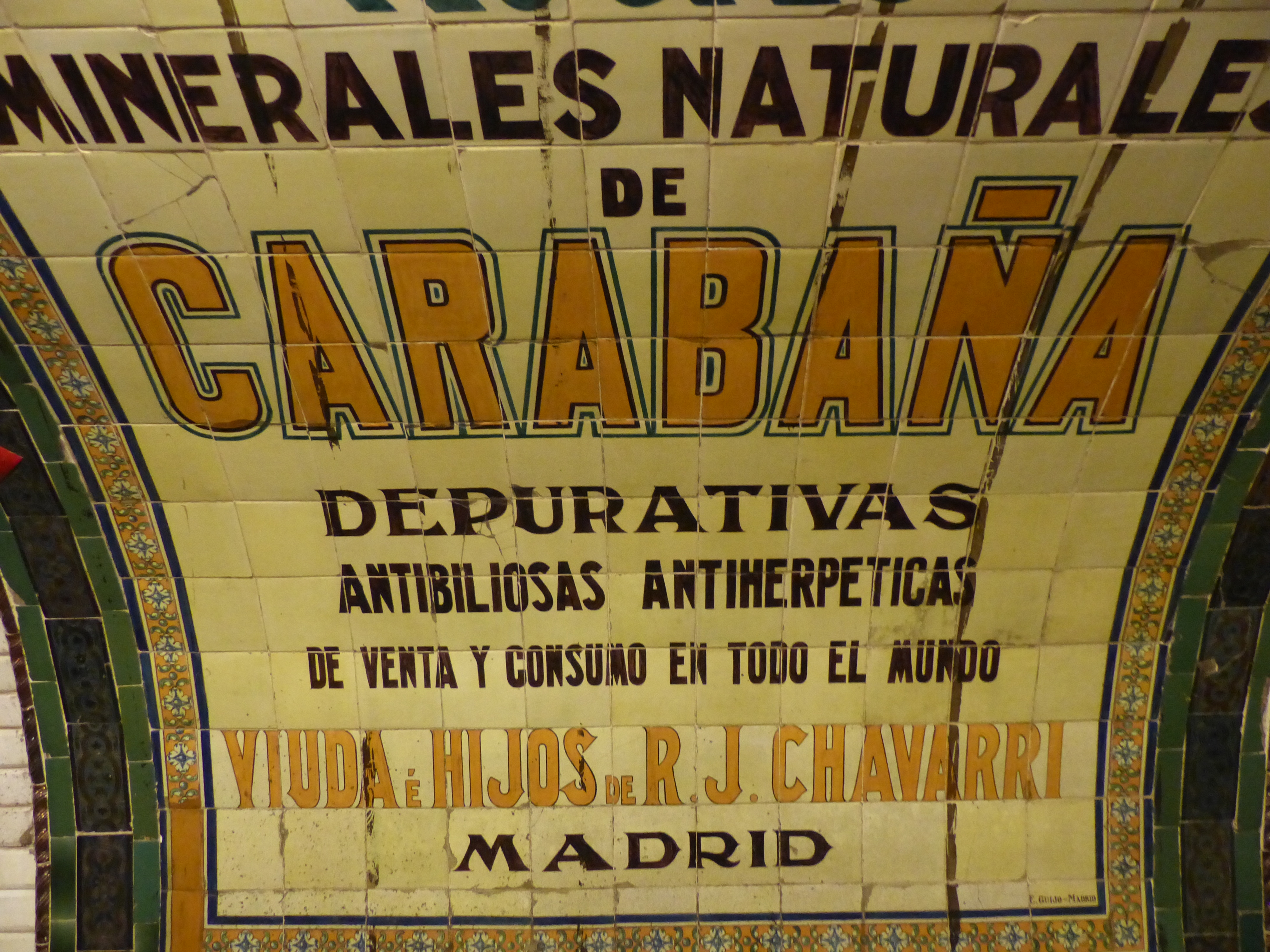
Mozaikowa reklama